# Zahrada Šójóen

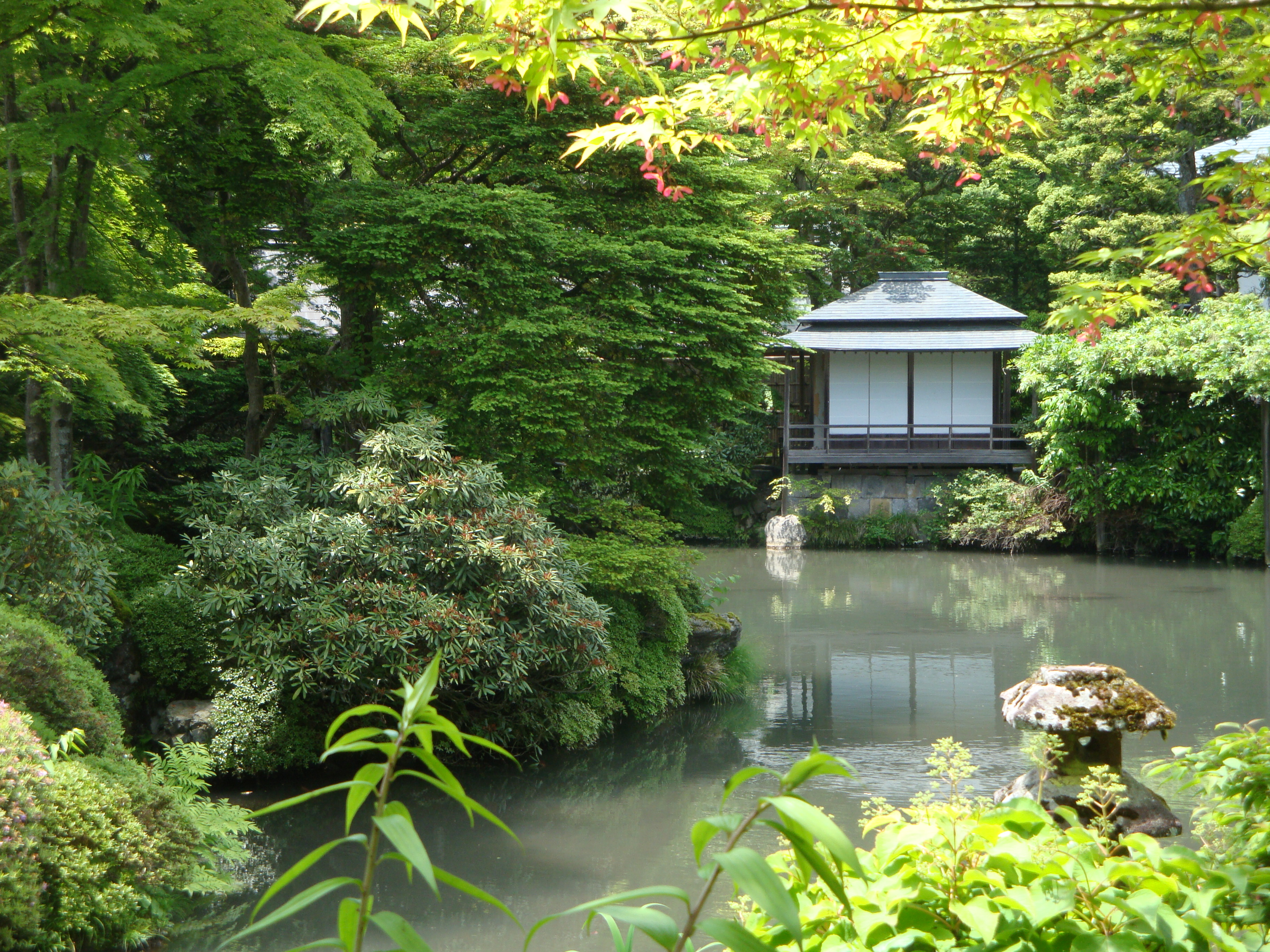
Čajový pavilonek v zahradě Šójóen

Zahrada Šójóen (逍遥園) je japonská zahrada, která leží vedle svatyně Sanbutsudó chrámu Rinnódži v Nikkó. Byla vystavěna na počátku období Edo a upravena na počátku devatenáctého století. Zahrada dostala jméno podle konfuciánského učence Issai Sato. V zahradě  je rybník v němž jsou kapři. Jako dekorativní prvky jsou použity kamenné lucerny, mosty, bambusové ploty, pagody a malé čajové pavilonky.
Zahrada Šójóen byla navržena tak, aby vypadala jako jezero Biwa a okolní krajina v prefektuře Šiga známá jako "Osm pohledů na Ómi".

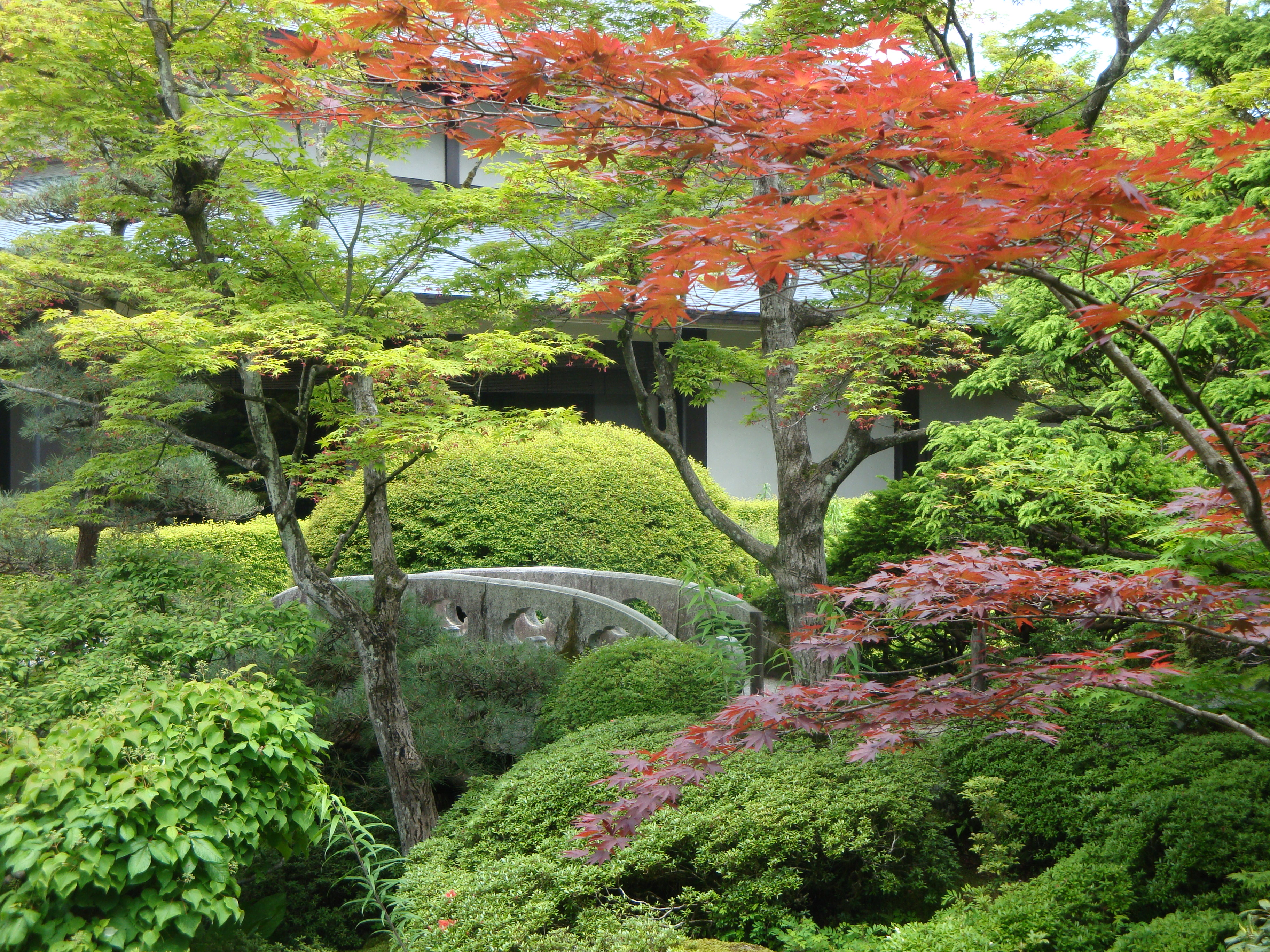
Kamenný most.
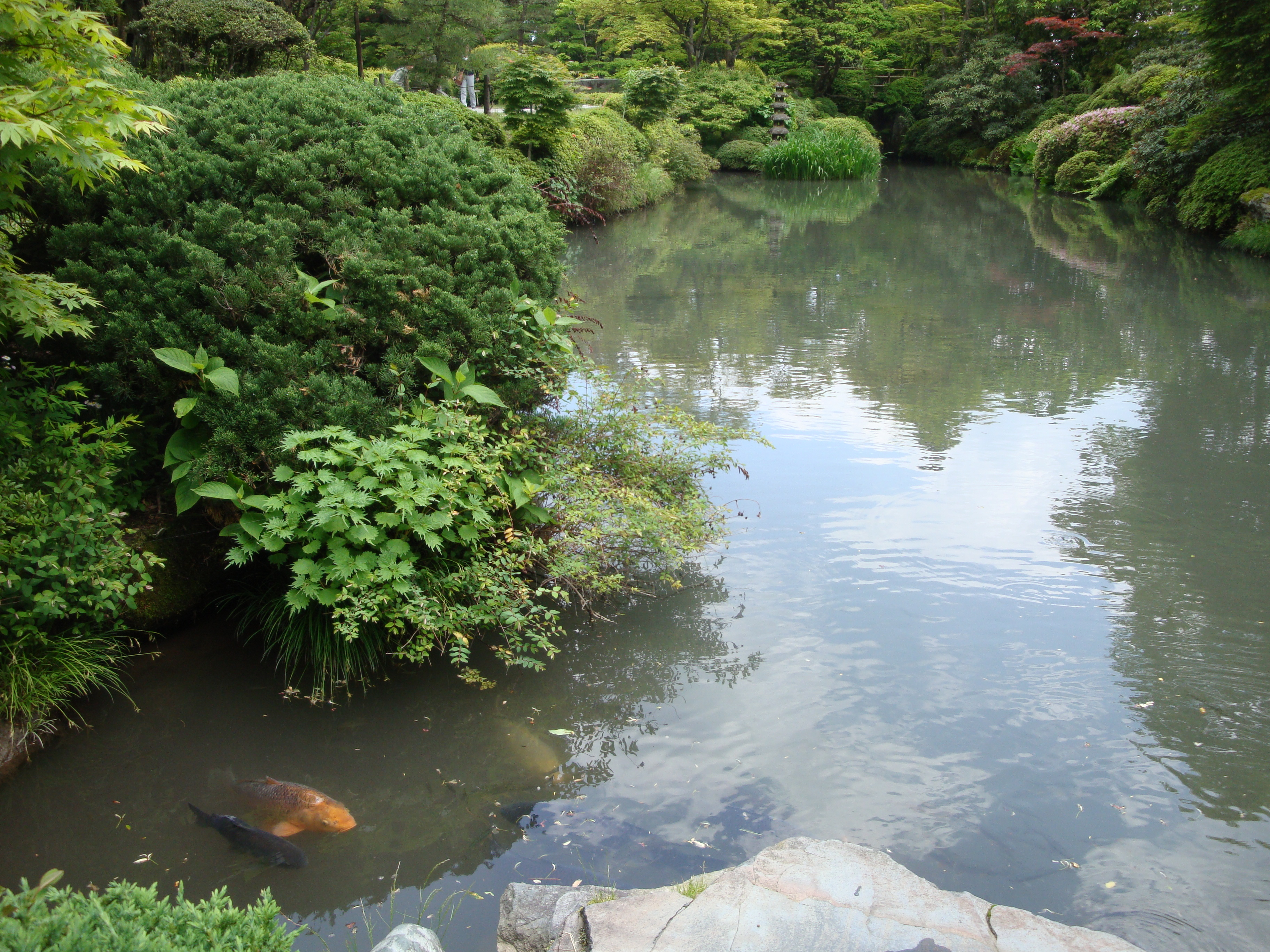
Rybník s kapry.
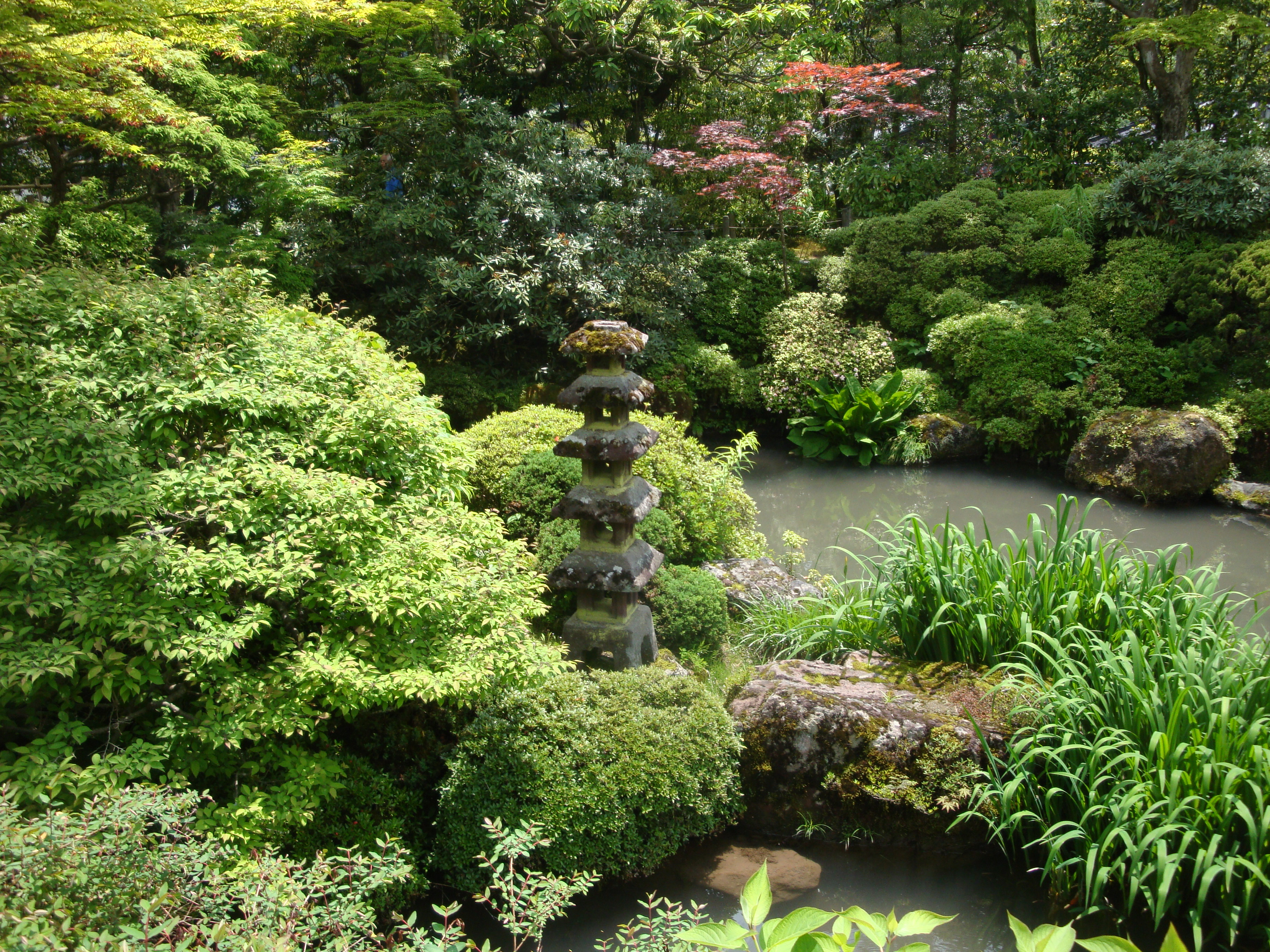
Kamenná pagoda.
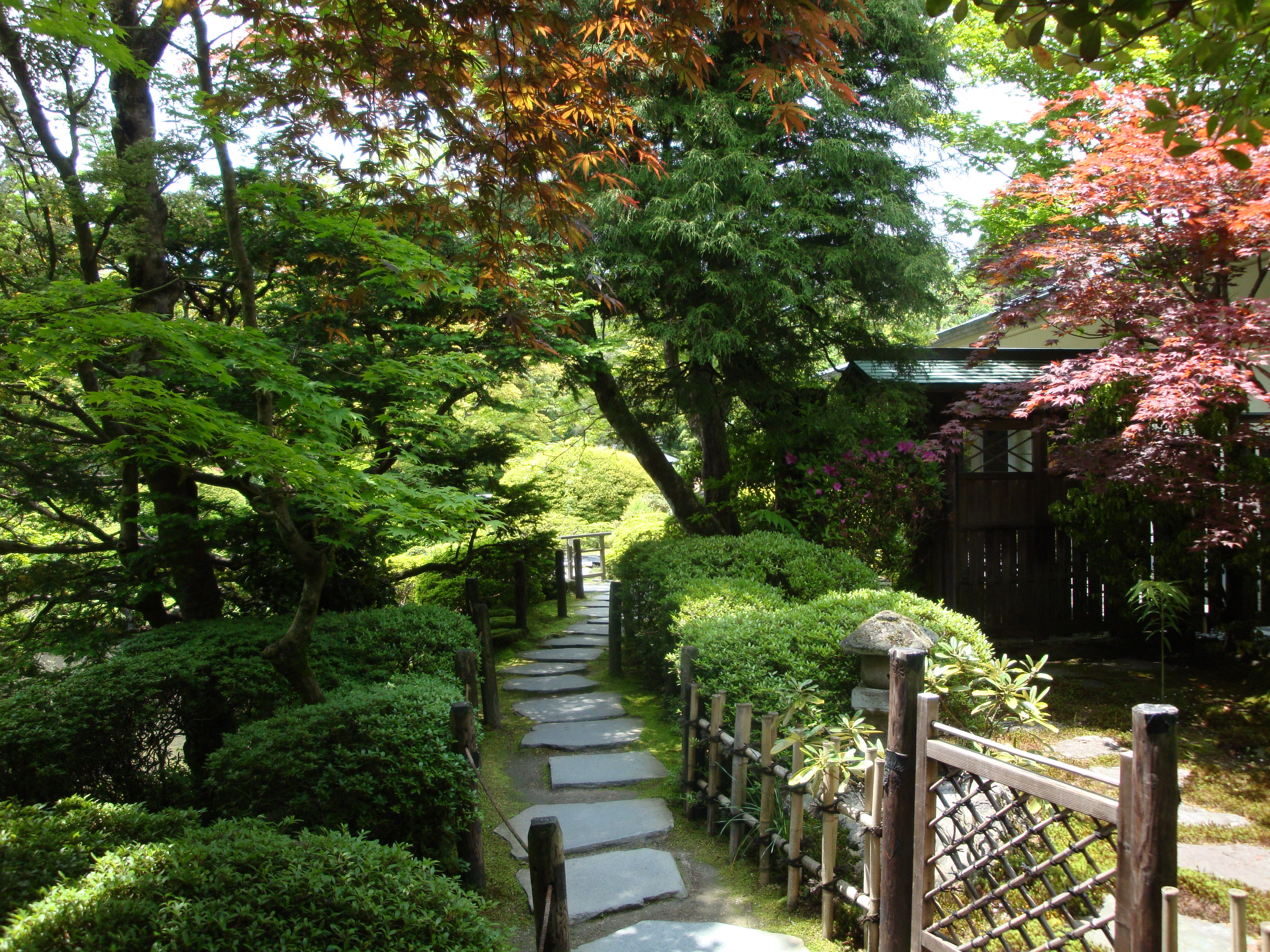
Chodník.